# Вигинс (Мисисипи)
Вигинс (енгл. Wiggins) град је у америчкој савезној држави Мисисипи.

## Демографија
По попису из 2010. године број становника је 4.390, што је 541 (14,1%) становника више него 2000. године.
| Група             | 2000.         | 2010.         |
| Белци             | 2.573 (66,8%) | 2.809 (64,0%) |
| Афроамериканци    | 1.213 (31,5%) | 1.465 (33,4%) |
| Азијати           | 6 (0,2%)      | 16 (0,4%)     |
| Хиспаноамериканци | 41 (1,1%)     | 39 (0,9%)     |
| Укупно            | 3.849         | 4.390         |